# Shadow Gallery (album)
Shadow Gallery è il primo album della band progressive metal Shadow Gallery, pubblicato nel 1992.

## Tracce
1. The Dance of Fools – 7:31
2. Darktown – 9:12
3. Mystified – 7:07
4. Questions at Hand – 6:56
5. The Final Hour – 4:15
6. Say Goodbye to the Morning – 6:43
7. The Queen of the City of Ice – 17:22

## Formazione
- Carl Cadden-James - basso, voce, flauto
- Brendt Allman - chitarra, voce
- Chris Ingles - pianoforte, tastiere
- Mike Baker - voce (lead)

### Altri musicisti
- Ben Timely - batteria
- John Cooney - percussioni
- Lianne Himmelwright - voce secondaria